# 백일해
백일해(百日咳; 문화어: 백날기침; 영어: pertussis)는 전염성이 매우 높은 세균병이다. 백일해균(학명: Bordetella pertussis)으로 일어나는 어린이의 호흡기 전염병으로서, 한번 걸리면 평생 면역이 된다. 초기 증상은 대개 콧물, 발열, 가벼운 기침 등으로 일반적인 감기의 증상과 매우 비슷하지만, 몇 주 동안 심한 기침 발작이 뒤따른다는 차이가 있다. 기침 외에도 고음의 윙윙 소리가 나거나 숨이 막히기도 한다. 기침이 10주 이상 지속될 수 있으므로 백일해라 불린다. 기침을 너무 심하게 해서 구토나 늑골 골절, 피로가 발생하기도 한다. 1살 이하의 경우 기침 대신 무호흡을 보일 수 있다. 감염으로부터 대략 7~10일 후에 증상이 발생한다. 예방접종을 받은 경우에도 발생할 수 있으나, 이 경우 경미한 증상만 보인다.
백일해균에 의해 발생하며, 기침이나 재채기를 통해 전염된다. 증상이 나타나기 시작할 때부터 대략 3주간 전염성을 보인다. 항생제를 사용하면 5일 내로 치료할 수 있다. 비인두에서 면봉을 통해 시료를 채취한 뒤 세포 배양이나 중합효소 연쇄 반응을 통해 검진한다.
백일해 백신을 통해 예방접종할 수 있다. 생후 6~8주에 첫째로 접종한 후 2세 이전에 네 번 접종하는 것이 권장된다. 시간이 지나면서 저항성이 낮아지기 때문에 청소년기나 성인이 되어 추가적으로 접종할 것이 권장된다. 백일해에 막 감염된 경우 더 심각한 질병을 막기 위해 항생제를 투여할 수 있다. 그러나 첫 3주가 지나면 항생제가 별 효과를 보지 못한다. 임산부나 1세 이하의 어린이의 경우 증상이 나타난 후 3주가 지나더라도 6주 이내라면 항생제를 투여할 것이 권장된다. 에리트로마이신, 아지트로마이신, 클래리스로마이신, 트리메소프림/설파메톡사졸 등의 항생제가 사용된다. 항생제 외에 다른 약물들이 기침을 멎게 할 수 있다고 볼 정도로 많은 증거가 발견되지 않았다. 1세 이하의 유아의 경우 절반정도가 입원 치료를 필요로 하며, 200명 중 1명이 사망에 이른다.
2015년을 기준으로 전 세계에 1630만명이 이 질병에 걸린 것으로 추정된다. 대부분 개발도상국에서 발생하며, 모든 연령대가 다 질병에 감염될 수 있다. 1990년에는 13만 8천명이 사망한데 비해 2015년에는 5만 8700명이 사망하여 그 수가 감소하고 있다. 역사에 처음 기록된 유행 사례는 16세기의 것이다. 세균은 1906년에 처음으로 분리되었으며, 1940년대에 백신이 개발되었다. 한국에서는 제2급 감염병으로 분류한다.

## 원인
백일해는 백일해균의 감염에 의해 발생한다. 기침 및 재채기를 통해 공기중으로 비말의 형태로 전파된다.

### 인수공통감염성
이 질병이 인수공통감염병인지에 대한 의문이 1910년대를 기점으로 제기되었으나, 한천 배지에서 여러 세대를 거치면서 독성이 사라지는 것이 1930년대에 관찰되었다.
오늘날에는 최소한 일부 유인원들이 백일해균에 의해 감염되기 쉬워 접종을 하지 않을 경우 백일해로 발전할 수 있다는 사실이 밝혀졌다. 고릴라 등 야생동물에서 백일해균이 발견되었으나, 이에 대한 실험적인 검증은 아직 이루어지지 않았다. 일부 동물원은 유인원류에게 백일해 백신을 접종시킨다.

## 기작
세균은 흡입된 이후 인두의 섬모 상피 세포에 정착한다. 섬유성 헤마글루티닌과 퍼탁틴 등 백일해균의 표면에 있는 단백질이 상피 세포에 부착하는 것을 도와주는데, 이러한 부착 이후 증식한다. 유아의 경우 세균이 허파로 내려감에 따라 더 심각한 증상도 발견된다.
세균은 독소를 분비한다. 기도 독성을 가진 펩티도글리칸 조각을 분비하여 기도의 섬모 상피 세포가 파괴되고, 이에 따라 점액질의 분비가 억제된다. 이 독소로 인해 백일해의 특징인 비정상적 기침이 발생하는데, 아직 밝혀지지 않은 "기침 독소" 역시 존재할 것으로 여겨진다. 백일해 독소가 림프구증가증을 일으키는 기작은 아직 밝혀지지 않았다. 백혈구의 수가 증가함에 따라 폐고혈압이 발생할 수 있는데, 백일해로 인해 사망하는 이유가 대부분 이 것 때문이다. 유아에서 뇌증, 뇌출혈을 일으킬 수 있으며, 이로 인한 저산소증으로 피질이 위축될 수 있다.

## 같이 보기
- 백일해균